# BRICK'S TONE II
BRICK'S TONE II（ブリックス・トーン・ツー）は、THE BRICK'S TONEが1994年5月21日にBMGビクターからリリースした、2枚目のオリジナル・アルバム。前作JACK IN THE BOXから1年2か月ぶりの新作。

## 収録曲
全作詞・作曲・編曲：THE BRICK'S TONE
1. 太陽が死ぬ日まで (4:45)
2. ルーシー・ロケット (3:42)
3. JACK A GO-GO (4:10)
4. ギミック (3:48)
5. チョコレートの兵士 (4:17)
6. 風の口笛 (5:30)
7. ピストルマン (5:52)
8. JIMJAMS JOE (3:36)
9. スティックマンにチープな夢を (3:52)
10. ジュリエッタ (アルバム・バージョン) (3:20)
11. 時の矢に乗って (6:36)
12. 君に触れたとき (5:38)

## 参加ミュージシャン
- 篠原太郎:ボーカル、ギター、ピアノ、オルガン、ブルースハープ
- 古川英俊:ボーカル、ベース、ピアノ
- 大槻敏彦:ボーカル、ドラム、パーカッション